# 올림픽 상징
올림픽 상징(영어: Olympic symbols)은 국제 올림픽 위원회(IOC)에서 올림픽을 상징하기 위해 지정한 것들이다.

## 표어
올림픽 표어는 라틴어로 Citius, Altius, Fortius이며 "더 빨리, 더 높이, 더 힘차게"라는 뜻이다. 1894년 국제 올림픽 위원회가 창설되면서 피에르 드 쿠베르탱이 그의 친구인 도미니코 수도회의 앙리 디동에게 따온 것에서 유래되었으며, 파리에서 열린 1924년 하계 올림픽부터 정식으로 도입되었다.

## 올림픽의 심벌

올림픽의 심벌은 1913년에 제작되었으며 1914년에 승인받았고 1920년 하계 올림픽 때 처음 나왔다.

올림픽의 심벌은 5개의 얽힌 고리는 파랑, 노랑, 검정, 초록, 빨간색의 링이 흰 바탕 위에 있는 모양이다. 1912년 피에르 드 쿠베르탱에 의해 제작되었으며, 1914년 국제 올림픽 위원회(IOC) 총회에서 이를 승인받고자 했으나 제1차 세계 대전의 발발로 연기되어 종전 이후 승인을 받아 1920년 하계 올림픽 때 정식으로 소개되었다. 1912년 8월 작성한 Revue Olympique에 이 내용이 자세히 기록되어 있다.:
| “ | 엠블럼은 1914년에 있을 국제 올림픽 위원회(IOC) 총회에서 결정된다. 5개의 얽힌 고리는 파랑, 노랑, 검정, 초록, 빨강으로 구성되며 바탕은 흰색이다. 이 5개의 고리는 올림픽 이념을 따르고 건전한 경쟁을 기꺼이 받아들여 전 세계인의 화합을 상징한다. | ” |

5개의 고리는 유럽(파랑), 아시아(노랑), 아프리카(검정), 오세아니아(초록), 아메리카(빨강) 5개 대륙을 가리킨다고 알려져 있으나, 1951년 개회된 위원회에서 고리와 대륙 사이의 상관 관계에 대한 설명을 ‘쿠베르탱의 원래 생각이라는 증거가 없다’며 공식적으로 삭제함으로써 특정 고리와 특정 대륙과의 상관 관계는 없으며 현재 국제 올림픽 위원회에서는 이 심벌이 올림픽을 국제적이며 모든 국가를 환영하는 대회라는 생각을 강화해주는 것이라고 밝히고 있다.

## 올림픽기

올림픽기

올림픽기(영어: Olympic flag) 또는 오륜기(五輪旗)는 올림픽을 상징하는 깃발이다. 하얀 바탕에 오륜(파랑, 노랑, 검정, 초록, 빨강)이 새겨져 있다.

### 의미
1912년 피에르 드 쿠베르탱에 의해 제작되었으며, 1914년 국제 올림픽 위원회(IOC) 총회에서 오륜기를 승인받고자 하였다. 그러나 그해 제1차 세계 대전의 발발로 연기되어, 종전 이후 승인을 받고 1920년 하계 올림픽부터 정식 도입되었다. 1912년 8월 작성한 〈Revue Olympique〉에는 이 같은 내용이 자세히 기록되어 있다.
| “ | 엠블럼은 1914년에 있을 국제 올림픽 위원회(IOC) 총회에서 결정된다. 5개의 얽힌 고리는 파랑, 노랑, 검정, 초록, 빨강으로 구성되며 바탕은 흰색이다. 이 5개의 고리는 올림픽 이념을 따르고 건전한 경쟁을 기꺼이 받아들여 전 세계인의 화합을 상징한다. | ” |

5개의 고리는 유럽(파랑), 아프리카(검정), 아시아(노랑), 오세아니아(초록), 아메리카(빨강) 5개 대륙을 가리킨다고 알려져 있다. 하지만 IOC는 1951년 총회에서 "쿠베르탱이 의도했다는 증거가 없다"라는 이유로 고리와 대륙 간의 상관 관계에 대한 설명을 공식적으로 삭제하였다. 따라서 이 같은 설명은 공식적인 것이 아니다. 현재 국제 올림픽 위원회에서는 오륜의 의미에 대해 "올림픽을 국제적 대회이자 모든 국가를 환영하는 대회라는 것을 뒷받침하고 있다"고만 밝히고 있다.

### 올림픽 개막식, 폐막식과의 관계

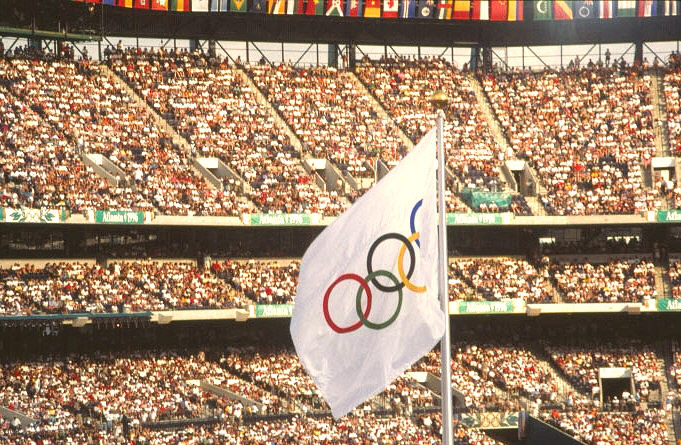
1996년 애틀랜타 하계 올림픽 기간 동안에 경기장에 게양된 올림픽기

올림픽기는 올림픽 개막식에서 올림픽 찬가 연주와 함께 게양되며 올림픽 폐막식에서는 올림픽 찬가 연주와 함께 하강한다. 다음 올림픽을 개최할 도시의 수장에게 올림픽기를 전달하는 특별한 방법이 있다. 전통적으로 폐막하고 있는 올림픽 대회의 개최 도시의 수장에게서 앞으로 개최될 올림픽 대회의 개최 도시의 수장에게로 깃발을 전달하며 후에 깃발은 개최될 도시의 청사에 전시된다.

### 역대 올림픽기

#### 앤트워프기
첫 번째 올림픽기는 벨기에 앤트워프에서 열린 1920년 하계 올림픽부터 쓰였는데, 폐막할 때 그 깃발을 찾을 수가 없었다. 결국 다음 대회부터는 새로운 올림픽기를 만들어야 했다. 1977년에 미국 올림픽 위원회 주최로 이루어진 파티에서 한 기자가 1920년 올림픽 때 플랫폼 다이빙 경기에서 동메달을 딴 해리 프리스트(Haig ("Harry", "Hal") Prieste) 선수와 인터뷰를 했다. 기자는 원래 있던 올림픽기에 대해 IOC는 갈피조차 잡지 못하고 있다고 했다. 그러자 프리스트가 "제가 도울 수 있어요."라고 말했다. "그거 제 짐가방에 있거든요." 대회가 끝날 무렵 친구인 듀크 카하나모쿠(Duke Kahanamoku)에게 자극을 받은 프리스트는 올림픽기가 펄럭이는 곳까지 올라와서 그것을 몰래 떼내왔던 것이다. 그 후 57년간 깃발이 짐가방 속에 있었다. 그 후 프리스트는 IOC에게 깃발을 돌려주었으며 2000년 하계 올림픽 때 이에 대한 특별한 행사를 했다. 이 깃발은 현재 스위스의 로잔에 위치한 올림픽 박물관에 전시되어 있다.

#### 파리기와 오슬로기, 평창기
앤트워프기가 사라지면서 1924년 하계 올림픽이 프랑스 파리에서 열릴 당시 새로운 올림픽기가 제작되었는데 이를 '파리기'라고 부르게 되었다. 파리기는 이후 다음 하계/동계 올림픽 개최지마다 전달되기 시작했다.
동계 올림픽 역시 1928년부터 파리기를 겸용하다가, 노르웨이 오슬로에서 열린 1952년 동계 올림픽에서 당시 오슬로 시장이 올림픽기를 새로 제작, IOC 측에 전달하면서 다른 깃발을 사용하게 되었다. 이른바 '오슬로기'로 불리게 된 이 깃발은 파리기와 마찬가지로 이후 동계 올림픽 개최 도시로 전달되기 시작하였다. 현재는 특수 보관되고 있으며 매 대회 폐막식에서 오슬로기의 복제품이 대신하여 사용하다가 대한민국 평창에서 개최된 2018년 동계 올림픽부터 오슬로기의 뒤를 잇는 '평창기'가 제작되어 사용 중이다.

#### 서울기와 리우기, 싱가포르기
1988년 하계 올림픽이 대한민국 서울에서 열릴 당시 서울특별시는 국제올림픽위원회 측에 기존의 파리기를 계승하는 새로운 올림픽기를 제작하였으며, 이때의 깃발은 관례에 따라 '서울기'로 명명되었다. 서울기도 마찬가지로 매 하계올림픽 대회 폐막식 때마다 차기 개최도시에 전달되었다. 현재는 파리시청에 전시되어 있다.
2016년 하계 올림픽부터는 서울기를 계승하여 브라질 리우데자네이루 시가 올림픽기를 새로 제작하였고, '리우기'(Rio flag)로 명명해 IOC 측에 전달하였다. 2016년 올림픽 폐막식에서 차기 대회인 2020년 하계 올림픽의 개최지 일본 도쿄에 전달된 것을 시작으로 매 대회마다 차기 개최도시로 전달될 예정이다. 현재는 서울기와 더불어 파리시청에 전시되어 있다.
한편 2010년부터 청소년 올림픽 대회가 신설되자 이 대회를 위한 올림픽기도 새로 제작되었다. 일반적인 올림픽기와 흡사한 모양이지만 깃발에 개최지와 연도가 새겨져 있다. 자크 로게 IOC 위원장이 2010년 하계 청소년 올림픽의 개최지인 싱가포르 측에 전달하였으며 같은 대회 폐막식에서 싱가포르 임원단이 차기 2014년 하계 청소년 올림픽 개최지인 난징 측에 싱가포르기를 전달하였고, 지금까지 이어지고 있다.

### 기타
올림픽기는 올림픽이나 올림픽과 관련된 대회 도중 개인 자격으로 참가하거나 임시로 구성된 선수단을 상징하는 깃발로도 사용하기도 한다. 올림픽기가 깃발로 쓰인 사례는 다음과 같다.
- 1980년 하계 올림픽에서 몇몇 국가들은 참가는 하였으나, 소련-아프가니스탄 전쟁에 항의하는 뜻으로 올림픽기를 들고 개인 자격으로 참가하였다. 네덜란드, 덴마크, 룩셈부르크, 벨기에, 산마리노, 아일랜드, 안도라, 영국, 오스트레일리아, 이탈리아, 푸에르토리코, 프랑스는 올림픽기를 앞세워 참가하였다. 이외에도 스페인, 뉴질랜드, 포르투갈은 국가 올림픽 위원회기를 앞세워 참가하였다.
- 올림픽 연합 선수단: 1991년에 소련이 해체되어 그 이듬해에 열린 1992년 동계 올림픽, 1992년 하계 올림픽에 참가하기 위해 올림픽기를 내세워 임시로 구성한 선수단이다.
- 올림픽 독립 선수단
  - 1992년 하계 올림픽 독립 참가 선수단: 유고슬라비아 전쟁과 관련된 유엔 안전 보장 이사회의 제재로 인해 참가가 금지된 유고슬라비아 연방 공화국 출신 선수들과 1991년에 독립하였으나 아직 IOC에 가입되지 않은 마케도니아 공화국(현재의 북마케도니아) 출신 선수들이 개인 자격으로 올림픽기를 내세워 참가한 선수단이다.
  - 2000년 하계 올림픽 개인 선수단: 당시 유엔의 지원을 통해 독립 국가 수립 작업을 진행하고 있던 동티모르 출신 선수들이 개인 자격으로 올림픽기를 내세워 참가한 선수단이다.
  - 2012년 하계 올림픽 독립 선수단: 2011년에 독립하였으나 IOC에는 가입하지 않았던 남수단 출신 선수들과 2010년에 해체된 네덜란드령 안틸레스 출신 선수들이 개인 자격으로 올림픽기를 내세워 참가한 선수단이다.
  - 2014년 동계 올림픽 인도 선수단: 인도 출신 선수들로 구성된 선수단으로 인도 올림픽 협회가 인도 정부가 올림픽 협회에 간섭한 사실이 문제가 되어 2012년 12월에 국제 올림픽 위원회(IOC)로부터 자격 정지 처분을 받으면서 2014년 동계 올림픽 개막식에서는 올림픽기를 앞세우고 독립 참가 선수단이라는 이름으로 입장했다. 2014년 2월 11일 IOC가 인도 올림픽 협회에 대한 자격 정지 처분을 해제하여 인도라는 이름과 인도의 국기를 달고 경기에 참석할 수 있게 되었다. 인도는 같은 이유로 이전에 열린 2013년 실내 무도 아시안 게임에서도 올림픽기를 내세워서 개인 자격으로 참가하였다.
  - 2016년 하계 올림픽 독립 선수단: 쿠웨이트 출신 선수들로 구성된 선수단으로 쿠웨이트 올림픽 위원회가 쿠웨이트 정부가 올림픽 위원회에 간섭한 사실이 문제가 되어 2015년 10월에 국제 올림픽 위원회로부터 자격 정지 처분을 받아 개인 자격으로 올림픽기를 내세워 참가한 선수단이다. 이후에 열린 2016년 해변 아시안 게임, 2017년 동계 아시안 게임, 2017년 실내 무도 아시안 게임에서도 같은 이유로 올림픽기를 내세워 참가하였다. 한편 쿠웨이트 올림픽 위원회는 2010년에도 같은 이유로 징계를 받은 적이 있어서 2010년 하계 청소년 올림픽, 2010년 아시안 게임, 2010년 해변 아시안 게임, 2011년 동계 아시안 게임, 2012년 해변 아시안 게임에서도 개인 자격으로 올림픽기를 내세워서 참가한 적이 있다.
  - 2018년 동계 올림픽 러시아 출신 선수단: 러시아 출신 선수들로 구성된 선수단으로 러시아 올림픽 위원회가 국가 차원의 도핑 스캔들을 일으킨 사실이 문제가 되어 2017년 12월에 국제 올림픽 위원회로부터 자격 정지 처분을 받아 참가를 희망하는 선수에 한해 개인 자격으로 올림픽기를 내세워 참가한 선수단이다.
- 올림픽 난민 선수단
  - 2016년 하계 올림픽 난민 선수단
  - 2020년 하계 올림픽 난민 선수단

## 올림픽 찬가
〈올림픽 찬가〉(영어: Olympic Anthem)는 그리스의 시인이자 작가인 코스티스 팔라마스(Kostis Palamas)가 쓴 시에서 딴 가사에, 그리스의 작곡가 스피로스 사마라스(Spyros Samaras)가 곡을 붙인 작품이다. 이 음악은 1896년 아테네 하계 올림픽에서 처음 연주되었으며, 1958년에 공식 올림픽 찬가로 공표되었다. 1960년 로마 하계 올림픽 때부터 개막식에서 연주되고 있으며, 폐막식에서도 연주되고 있다. 또한 이 곡은 IOC 총회에서 차기 올림픽 개최 도시를 발표하기 전마다 부르기도 한다.
올림픽 테마곡은 1984년 하계 올림픽에서 사용하였던 존 윌리엄스의 〈Olympic Fanfare and Theme〉가 사용되고 있다. 이 곡은 보스턴 팝스 오케스트라와 존 윌리엄스가 합주한 노래이며 1985년경에 그래미상을 수상했다.

## 대회 마스코트
프랑스 그르노블에서 열린 1968년 동계 올림픽에 처음 등장하였다. 보통 개최지를 대표하는 동물이나, 그 지역의 문화유산을 대표하는 인물을 마스코트로 선정한다. 모스크바에서 개최한 1980년 하계 올림픽의 마스코트인 미샤는 상업적으로 큰 성공을 거둔 최초의 마스코트이다. 개회식과 폐회식에서 자주 쓰였고, TV에서 만화 캐릭터로도 등장했을 뿐만 아니라 여러 가지 상품에도 사용되었다.

## 같이 보기
- 패럴림픽 상징